# Lew Tołstoj (stacja kolejowa)
Lew Tołstoj, do 1918 roku Astapowo (ros. Лев Толстой, Астапово) – stacja kolejowa obwodu lipieckiego, zlokalizowana w miejscowości Lew Tołstoj na skrzyżowaniu dwóch linii kolejowych: z Jelca do Trojekurowa i ze Smoleńska do Ranenburga (w Czapłyginie).

## Historia
W 1890 roku rozpoczęto prace nad przedłużeniem linii kolejowej od stacji Bogojawlensk na zachód. Tory przebiegały pięć kilometrów od wsi Astapowo, dlatego tak samo nazwano pobliską stację. Początkowo ruch pociągów był jednokierunkowy, w stronę Dankowa i Lebiediani. W listopadzie 1890 roku otworzono linię Astapowo–Trojekurowo.
W 1910 roku w mieszkaniu naczelnika stacji Astapowo zmarł pisarz Lew Tołstoj, podróżujący pociągiem trzeciej klasy do Rostowa nad Donem.
W 1998 roku stacja linia Astapowo–Trojekurowo została zlikwidowana z powodu wysokich kosztów utrzymania. W jej miejsce planuje się budowę szosy.

## Układ przestrzenny
Do zabudowań, administrowanych przez kierownictwo stacji kolejowej, należały następujące budynki:
- dom naczelnika stacji, w którym zmarł Lew Tołstoj,
- zabudowania szkoły kolejowej wraz ze szkołą cerkiewną, powstałe w latach 1905–1909, zlokalizowane przy ulicy Priwokzalnej 10,
- budynek telegrafu, wzniesiony w 1900 roku, znajdujący się przy ulicy Priwokzalnej 13,
- ambulatorium z 1900 roku, mieszczące się przy ulicy Priwokzalnej 15,
- budynek stacji kolejowej, wzniesiony w latach 1899–1900, mieszczący się przy ulicy Priwokzalnej.

Kompleks architektoniczny stacji Lew Tołstoj jako całość wraz z pobliskim parkiem został wpisany w rejstr zabytków Federacji Rosyjskiej.